# Viola primulifolia
Viola primulifolia L. – gatunek roślin z rodziny fiołkowatych (Violaceae). Występuje naturalnie w Stanach Zjednoczonych – w Alabamie, Arkansas, Connecticut, Delaware, Dystrykcie Kolumbii, na Florydzie, Georgii, Illinois, Indianie, Kentucky, Luizjanie, Maine, Marylandzie, Massachusetts, Michigan, Minnesocie, Missisipi, New Hampshire, New Jersey, stanie Nowy Jork, Północnej Karolinie, Ohio, Oklahomie, Pensylwanii, Rhode Island, Południowej Karolinie, Tennessee, Teksasie, Vermoncie, Wirginii i Wirginii Zachodniej. Jest gatunkiem najmniejszej troski. 

## Morfologia
PokrójBylina dorastająca do 5–20 cm wysokości, tworzy kłącza i rozłogi.
LiścieBlaszka liściowa ma kształt od owalnego do eliptycznego. Mierzy 3–7 cm długości oraz 1–3 cm szerokości, jest karbowana lub piłkowana na brzegu, ma nasadę od sercowatej do zbiegającej po ogonku i wierzchołek od ostrego do tępego. Górna powierzchnia jest zielona i naga lub lekko owłosiona, natomiast od spodu jest bladozielona i owłosiona lub naga z włoskami wzdłuż nerwu głównego. Ogonek liściowy jest nagi do okresu dojrzewania, później pojawiają się włoski u jego nasady, ma barwę od jasnozielonej do czerwonawozielonej i osiąga 3–13 cm długości. Przylistki są równowąsko lancetowate.
KwiatyPojedyncze, wyrastające z kątów pędów. Mają 5 jasnozielonych działek kielicha o kształcie od owalnego do lancetowatego. Płatki są odwrotnie jajowate i mają białą barwę, dolny płatek jest odwrotnie jajowaty, mierzy 9-16 mm długości, z purpurowymi żyłkami, posiada obłą ostrogę o długości 1-2 mm.
OwoceNagie torebki mierzące 8-9 mm długości, o elipsoidalnym kształcie. Po osiągnięciu dojrzałości pękają dzieląc się na 3 części, wyrzucając przy tym nasiona, które mają długość 1-1,5 mm i kształt od kulistego do jajowatego.

## Biologia i ekologia
Rośnie na łąkach, rowach i terenach bagnistych. Występuje na wysokości od 100 do 500 m n.p.m. Okres kwitnienia tych kwiatów przypada od połowy wiosny do wczesnego lata i trwa około 3-4 tygodni. 

## Zmienność
W obrębie tego gatunku wyróżniono jedną odmianę:
- V. primulifolia var. occidentalis A.Gray – występuje w Kalifornii[7]